# 亞歷山大·史密德·麥肯齊
亞歷山大·史密德·麥肯齊（英語：Alexander Slidell MacKenzie；1842年1月24日—1867年6月13日）是美國內戰期間美國海軍的一名軍官，後來在福爾摩沙遠征中陣亡於墾丁，時階級為海軍少校，後追晉中校。

## 影視形象
| 年份 | 作品   | 演員   |
| ---- | ------ | ------ |
| 2021 | 斯卡羅 | 陽昊恩 |